# Teoria wyboru konsumenta
Teoria wyboru konsumenta – sformułowana na polu mikroekonomii teoria, która przy pomocy narzędzi matematycznych opisuje zachowania indywidualnych konsumentów na rynku oraz wyjaśniania działanie mechanizmu rynkowego w zakresie dystrybucji dóbr i kształtowania cen; opracowana na gruncie nurtu ekonomii neoklasycznej w pierwszej połowie XX w.; duży wkład w jej opracowanie mieli m.in. Vilfredo Pareto oraz Francis Edgeworth.

## Koncepcja
Konsumpcja jest jedną z najważniejszych sfer gospodarowania człowieka. Poprzez konsumpcję określonych dóbr ludzie zaspokajają swoje zróżnicowane potrzeby – jedzenia, bezpieczeństwa czy potrzeby estetyczne. Konsumpcja jest tutaj rozumiana szeroko – zakup dzieła sztuki celem powieszenia go na ścianie w salonie jest również traktowany jak konsumpcja, ponieważ zaspokaja określoną potrzebę.
Przedmiotem zainteresowania teorii wyboru konsumenta jest konsumpcja dóbr przez ludzi, rozpatrywana w kontekście wyborów, jakich w związku z tym dokonują. Teoria ta nie rozważa konsumpcji w ujęciu biologicznym, nie zastanawia się co dzieje się z dobrem w momencie jego spożytkowania. Stara się natomiast na bazie określonych założeń wyjaśnić czym kieruje się człowiek dokonując takich czy innych wyborów dotyczących konsumpcji i jakim ograniczeniom w tych wyborach podlega w warunkach rzadkości dóbr. Teoria nie wyjaśnia też wyborów dotyczących konkretnych dóbr, jak pożywienie czy samochód, lecz formułuje ogólne zasady, które rządzą procesem dokonywania wyboru pomiędzy dobrami zaspokajającymi konkurencyjne potrzeby.
Ostatecznym celem analizy wyborów konsumenta jest sformułowanie ogólnych warunków, w których konsument osiąga optymalne korzyści z konsumpcji dóbr w danych warunkach rynkowych. Jeżeli założymy, że człowiek zachowuje się w sposób racjonalny, to możemy przyjąć, że będzie dążył właśnie do tego, żeby osiągnąć optymalny poziom konsumpcji dóbr.

## Kategorie teoretyczne
Podstawowymi kategoriami, którymi posługuje się teoria wyboru konsumenta są:
- konsument,
- dochód konsumenta,
- preferencje konsumenta,
- użyteczność.

### Konsument
Na polu teorii wyboru konsumenta, konsumentem jest jednostka, która dysponując określonym dochodem dokonuje zakupów dóbr na rynku zgodnie ze swoimi preferencjami celem maksymalizacji czerpanej z tego tytułu użyteczności.
Założenia dotyczące konsumenta
- Suwerenność decyzji – konsument dokonuje wyboru wyłącznie w oparciu o swoje preferencje w ramach ograniczenia jakie stwarza wysokość dochodu, którym dysponuje.
- Racjonalność decyzji – konsument dokonuje wyboru takich kombinacji dóbr, które maksymalizują jego użyteczność, czyli subiektywną satysfakcję, jaką czerpie on z konsumpcji; działa we własnym interesie i na swój rachunek.
- Nieograniczone potrzeby – potrzeby konsumenta nie mogą nigdy być do końca zaspokojone, konsument zawsze dąży do tego by osiągać coraz wyższe poziomy użyteczności; większa ilość dóbr jest zawsze preferowana nad mniejszą ilością dóbr.

Przykładami konsumenta mogą być: osoba fizyczna, gospodarstwo domowe.

### Dochód konsumenta
Środki pieniężne w dyspozycji konsumenta, które może on spożytkować na zakup różnych kombinacji dóbr. Przy danym poziomie cen na rynku, dochód konsumenta decyduje o tym, jakie kombinacje dóbr są konsumentowi dostępne, a jakie pozostają poza zasięgiem jego budżetu.
Przykładami dochodu mogą być: płaca, zasiłek.

### Preferencje konsumenta
Preferencje są odzwierciedleniem gustów konsumenta. Preferuje on jedne kombinacje (koszyki) dóbr nad innymi – w szczególności preferuje takie koszyki dóbr, które maksymalizują jego użyteczność (czyli satysfakcję czerpaną z ich konsumpcji), czyli woli koszyki bardziej użyteczne od mniej użytecznych.
Założenia dotyczące preferencji:
- Pełna informacja – konsument dysponuje pełną informacją dotyczącą dostępnych na rynku dóbr, a także dokładnie wie, które są dla niego bardziej, a które mniej użyteczne (innymi słowy konsument nie myli się w ocenie swoich preferencji)
- Jednoznaczność preferencji – dla każdej pary koszyków dóbr: A i B, konsument jest w stanie ustalić jednoznaczną relację preferencji między nimi:
  1. konsument preferuje koszyk A nad koszykiem B,
  2. konsument preferuje koszyk B nad koszykiem A,
  3. oba koszyki posiadają taką samą użyteczność dla konsumenta, są więc dla niego wzajemnie obojętne.
- Przechodniość – jeżeli konsument preferuje koszyk A nad koszykiem B i jednocześnie preferuje koszyk B nad koszykiem C, wówczas zawsze preferuje koszyk A nad koszykiem C.

### Użyteczność
Użyteczność jest miarą subiektywnej satysfakcji jaką konsument czerpie z konsumpcji określonego koszyka (kombinacji) dóbr.
Użyteczność nie jest miarą bezwzględną, lecz porządkową. Konsument nie przypisuje poszczególnym koszykom dóbr określonej wartości użytkowej, lecz jest tylko w stanie jednoznacznie uporządkować każdy zbiór koszyków dóbr pod względem ich użyteczności.
Użyteczność krańcowa jest miarą satysfakcji jaką czerpie konsument ze zwiększenia konsumpcji dobra o jedną jednostkę. Jest to inaczej przyrost satysfakcji związany z konsumowaniem jednej jednostki dobra więcej.
Przykład: Konsumując 3 jabłka konsument osiąga użyteczność na poziomie {\displaystyle S_{0}.} Powiększając konsumpcję do 4 jabłek osiąga użyteczność {\displaystyle S_{1},} przy czym {\displaystyle S_{1}>S_{0}.} Różnica {\displaystyle S_{1}-S_{0}} jest przyrostem użyteczności, wywołanym zwiększeniem konsumpcji o jedno jabłko, a więc stanowi użyteczność krańcową jabłek.

#### Prawo malejącej użyteczności krańcowej
Wraz ze wzrostem konsumpcji dobra o kolejne jednostki, przyrosty użyteczności są coraz mniejsze.
Prawo malejącej użyteczności krańcowej jest wyjaśniane faktem, że wraz ze zwiększaniem konsumpcji dobra, potrzeba jest coraz bardziej zaspokajana. Większy poziom zaspokojenia potrzeby sprawia, że kolejne jednostki dobra, które mogłyby ją jeszcze bardziej zaspokoić przedstawiają mniejszą wartość dla konsumenta niż te, które konsumował na początku.

## Matematyczne ujęcie kategorii

### Ograniczenie budżetowe
Ograniczenie budżetowe określa które koszyki dóbr są dostępne dla konsumenta, a które nie.
Ograniczenie budżetowe zależy od dwóch czynników:
- dochodu konsumenta,
- ceny.

Przy danej cenie {\displaystyle p_{A}} dobra A oraz dochodzie {\displaystyle I,} ograniczeniem budżetowym konsumenta będzie
{\displaystyle q_{a}^{*}={\frac {I}{p_{a}}}}
jednostek dobra A. Analogicznie dla dobra B, o cenie {\displaystyle p_{B}} i przy stałym dochodzie {\displaystyle I,} ograniczenie budżetowe będzie wynosić:
{\displaystyle q_{b}^{*}={\frac {I}{p_{b}}}.}
Konsument może jednak wybierać także koszyki dóbr, a więc różne ich kombinacje.
Przy danych cenach dóbr A i B – {\displaystyle p_{a}} i {\displaystyle p_{b},} oraz danym dochodzie {\displaystyle I} konsument może zakupić {\displaystyle q_{a}<q_{a}^{*}} dobra A oraz {\displaystyle q_{b}<q_{b}^{*}} dobra B. Jednocześnie zakładamy, że wydaje cały dostępny dochód na kombinację tych dóbr. Jego wydatki obrazuje równanie:
{\displaystyle p_{a}q_{a}+p_{b}q_{b}=I.}
Przekształcamy równanie, tak by uzależnić ilość dobra B od ilości dobra A. Przy danej ilości {\displaystyle q_{a}} nabytego dobra A konsument może zakupić ilość {\displaystyle q_{b}} dobra B, zgodnie z równaniem:
{\displaystyle q_{b}={\frac {I-p_{a}q_{a}}{p_{b}}},}
{\displaystyle q_{b}={\frac {I}{p_{b}}}-{\frac {p_{a}q_{a}}{p_{b}}},}
{\displaystyle q_{b}=-{\frac {p_{a}}{p_{b}}}q_{a}+q_{b}^{*}.}
Otrzymaliśmy funkcję liniową zmiennej {\displaystyle q_{a}} o współczynniku kierunkowym {\displaystyle a=-{\frac {p_{a}}{p_{b}}}} oraz pionowym przesunięciu {\displaystyle b=q_{b}^{*}.}

#### Linia budżetowa
Linia budżetowa jest graficznym odwzorowaniem ograniczenia budżetowego konsumenta. Łączy punkty odpowiadające dostępnym konsumentowi kombinacjom dóbr A i B, przy założeniu wydatkowania na nie całości dochodu. Przy zerowej konsumpcji dobra A, konsument może zakupić {\displaystyle q_{b}^{*}} dobra B, z kolei powstrzymując się całkowicie od zakupów dobra B, może nabyć {\displaystyle q_{a}^{*}} dobra A.
Punkty odpowiadające innym kombinacjom dóbr A i B wykorzystującym całość dochodu konsumenta leżą
na prostej danej wyprowadzonym wcześniej równaniem.
Linia budżetowa oddziela kombinacje dostępne konsumentowi od niedostępnych. Wszystkie koszyki dóbr A i B odpowiadające punktom leżącym na prostej lub poniżej niej są dostępne (pkt. K, L oraz M). Wszystkie leżące powyżej (pkt. G) przekraczają aktualne możliwości finansowe konsumenta. Wybory konsumenta dotyczyć będą wyłącznie kombinacji dostępnych.
Konsument może nabyć np. koszyk M, zakupując q^1_a dobra A oraz q^1_b dobra B, lub koszyk K, zakupując q^1_a dobra A i q^2_b dobra B. Jednak w tym drugim przypadku konsument nie wykorzystuje do końca całości swojego dochodu. Może zwiększyć ilość nabywanego dobra B o q^1_b-q^2_b (przechodząc tym samym do koszyka M), bez zmniejszania ilości dobra A.
Ponieważ zgodnie z założeniem o nieograniczonych potrzebach każda dodatkowa jednostka dobra powoduje przyrost użyteczności konsumenta (choć zgodnie z prawem malejącej użyteczności krańcowej przyrosty te są coraz mniejsze w miarę zwiększania konsumpcji), to konsumentowi zawsze opłaca się dokupić więcej dobra gdy pozwala mu na to jego dochód. Dlatego też koszyk M będzie zawsze koszykiem bardziej użytecznym dla konsumenta niż koszyk K.
Podobnie, będąc w punkcie K, konsument może dokupić q^2_a-q^1_a dobra A, nie będąc zmuszonym do zmniejszenia ilości zakupionego dobra B i tym samym przechodząc do koszyka L.
Oznacza to, że zarówno koszyk M, jak i koszyk L są bardziej użyteczne dla konsumenta niż koszyk K. Uogólniając to stwierdzenie, można powiedzieć, że dla każdego punktu leżącego poniżej linii budżetowej istnieją co najmniej dwa punkty leżące na linii budżetowej, które charakteryzują się większą użytecznością dla konsumenta.
Wnioskiem z tego stwierdzenia jest to, że konsument chcąc maksymalizować swoją użyteczność będzie zawsze poruszał się po linii budżetowej, czyli przy wykorzystaniu całości swojego dochodu.

#### Relacja wymienna
Rezygnując z pewnej ilości dobra A konsument może zakupić określoną (inną) ilość dobra B. Jeżeli konsument pierwotnie zakupił koszyk L, to może zrezygnować z {\displaystyle q_{a}^{2}-q_{a}^{1}} dobra A, dzięki czemu będzie mógł sobie pozwolić na dodatkową ilość {\displaystyle q_{b}^{1}-q_{b}^{2}} dobra B.
Stosunek ilościowy takiej zamiany przy danych cenach {\displaystyle p_{a}} i {\displaystyle p_{b}} jest stały i wynosi:
{\displaystyle S_{ab}=-{\frac {q_{b}^{1}-q_{b}^{2}}{q_{a}^{2}-q_{a}^{1}}}=-{\frac {|MK|}{|KL|}}}
Z właściwości trójkątów przystających wynika:
{\displaystyle S_{ab}=-{\frac {|MK|}{|KL|}}=-{\frac {q_{b}^{*}}{q_{a}^{*}}}}
i dalej:
{\displaystyle -{\frac {q_{b}^{*}}{q_{a}^{*}}}=-{\frac {\frac {I}{p_{b}}}{\frac {I}{p_{a}}}}=-{\frac {p_{a}}{p_{b}}}.}
Zatem dla danych cen {\displaystyle p_{a}} i {\displaystyle p_{b}} oraz przy stałym dochodzie {\displaystyle I} relacja wymienna, przy jakiej można zamienić dobro A na dobro B wynosi
{\displaystyle S_{ab}=-{\frac {p_{a}}{p_{b}}}}
i jest równa współczynnikowi kierunkowemu funkcji opsisującej zależność ilości {\displaystyle q_{b}} dobra B od ilości {\displaystyle q_{a}} przy wykorzystaniu całości dochodu {\displaystyle I.}
Nachylenie linii budżetowej zależy zatem wyłącznie od relacji cen, jakie istnieją między dobrami A i B. Wartość relacji cenowej {\displaystyle S_{ab}=-{\frac {p_{a}}{p_{b}}}} oznacza że {\displaystyle q_{a}} ilości dobra A można wymienić na {\displaystyle -q_{a}{\frac {p_{a}}{p_{b}}}} dobra B. Minus oznacza, że musimy zrezygnować z pewnej ilości dobra A, aby zamienić je na dobro B.

#### Zmiana dochodu konsumenta
Dotychczas zakładano stałość dochodu konsumenta dokonującego zakupów dóbr na rynku. Konsument jednak podlega uwarunkowaniom życia gospodarczego i zwłaszcza w długim okresie jego dochód może się zmieniać. Zmiana dochodu konsumenta ma wpływ na to, które koszyki dóbr są dla niego dostępne, a które nie. Wzrost dochodu przy nie zmienionych cenach powoduje zwiększenie siły nabywczej, a więc powiększenie zbioru dostępnych koszyków dóbr. Analogicznie zmniejszenie dochodu powoduje ograniczenie zbioru dostępnych koszyków. Ma to odzwierciedlenie na linii budżetowej.
Przy zmianie dochodu o {\displaystyle \Delta I} i niezmiennych cenach {\displaystyle p_{a}} i {\displaystyle p_{b}} ilość dóbr A i B, jakie może nabyć konsument kształtują się następująco:
{\displaystyle q_{a}^{**}={\frac {I+\Delta I}{p_{a}}},}
{\displaystyle q_{b}^{**}={\frac {I+\Delta I}{p_{b}}},}
{\displaystyle \Delta q_{a}={\frac {\Delta I}{p_{a}}},}
{\displaystyle \Delta q_{b}={\frac {\Delta I}{p_{b}}}.}
W związku z ze zmianą dostępnych ilości dóbr A i B linia budżetowa przesuwa się równolegle, zachowując kąt nachylenia zgodny z relacją cen dóbr. Zwiększenie dochodu konsumenta o {\displaystyle \Delta I} powoduje przesunięcie się linii budżetowej w górę o {\displaystyle \Delta q_{b}} lub równoważnie o {\displaystyle \Delta q_{a}} w prawo. Analogicznie spadek dochodu o {\displaystyle \Delta I} powoduje przesunięcie się linii budżetowej o {\displaystyle \Delta q_{b}} w dół lub odpowiednio o {\displaystyle \Delta q_{a}} w lewo.

#### Zmiana cen dóbr
Zakładano do tej pory również stały poziom cen dóbr A i B. Podobnie jak dochód konsumenta, ceny dóbr również podlegają zmianom w czasie, co nie pozostaje bez wpływu na dostępność ich koszyków. Wzrost ceny dobra zmniejsza jego dostępność i oczywiście odwrotnie – spadek ceny dobra powoduje zwiększenie jego dostępności.
Przy niezmienionym dochodzie konsumenta {\displaystyle I,} stałej cenie dobra B {\displaystyle p_{b}} oraz zmianie ceny dobra A o {\displaystyle \Delta p_{a}} dostępne ilości dóbr kształtują się następująco:
{\displaystyle q_{a}^{**}={\frac {I}{p_{a}+\Delta p_{a}}},}
{\displaystyle q_{b}^{**}={\frac {I}{p_{b}}},}
{\displaystyle \Delta q_{a}=I{\frac {-\Delta p_{a}}{(p_{a}+\Delta p_{a})p_{a}}},}
{\displaystyle \Delta q_{b}=0.}
Grafika: zmiany ceny dobra A
W zależności od tego czy cena dobra A wzrasta czy spada linia budżetowa zmienia nachylenie poprzez poziome przesunięcie dolnego końca linii. Wzrost ceny będzie skutkował przesunięciem końca linii w lewo (a więc będzie powodował ograniczenie dostępności niektórych koszyków dóbr), natomiast spadek ceny dobra A spowoduje przesunięcie dolnego końca linii w prawo (zwiększając dostępność niektórych koszyków dóbr).
Nowe relacje cenowe pomiędzy dobrami A i B będą skutowkały zmianą kąta nachylenia linii budżetowej. Nachylenie nowej linii budżetowej będzie równe:
{\displaystyle S_{ab}^{'}=-{\frac {p_{a}+\Delta p_{a}}{p_{b}}}.}
Analogiczne zmiany linii budżetowej zachodzą przy zmianie ceny dobra B. Przy niezmienionej cenie dobra A {\displaystyle p_{a}} ilość dobra A {\displaystyle q_{a}^{*},} jaką konsument może nabyć przy całkowitym powstrzymaniu się od zakupu dobra B pozostanie bez zmian. Zmienia się natomiast odpowiednia ilość dobra B:
{\displaystyle q_{b}^{**}={\frac {I}{p_{b}+\Delta p_{b}}},}
{\displaystyle \Delta q_{b}=I{\frac {-\Delta p_{b}}{(p_{b}+\Delta p_{b})p_{b}}}.}
Dolny koniec linii budżetowej pozostaje bez zmian, przesuwa się natomiast góry jej koniec. W zależności od tego czy cena dobra B wzrosła czy spadła, koniec linii przesuwa się odpowiednio w dół lub w górę.
Grafika: zmiana cen dobra B
Możliwa jest także jednoczesna zmiana cen dóbr A i B. Nowa linia budżetowa będzie wyznaczona w oparciu o nowe punkty {\displaystyle q_{a}^{**}} i {\displaystyle q_{b}^{**},} wyznaczone analogicznie jak przy zmianie ceny jednego z dóbr.
Grafika: zmiana cen dóbr A i B
Jeżeli względna zmiana ceny dobra A odpowiada względnej zmianie ceny dobra B:
{\displaystyle {\frac {\Delta p_{a}}{p_{a}}}={\frac {\Delta p_{b}}{p_{b}}},}
wówczas przesunięcie linii budżetowej ma charakter podobny do tego, jaki występuje przy zmianie dochodu konsumenta
Grafika: równa zmiana cen dóbr A i B

### Krzywa obojętności
System preferencji to taki zbiór koszyków dóbr A i B, na którym konsument określił swoje preferencje zgodnie z założeniami ich dotyczącymi. Graficznym odwzorowaniem systemu preferencji konsumenta są krzywe obojętności.
Podobnie jak linia budżetowa łączy punkty odpowiadające koszykom o równej dostępności dla konsumenta przy założonym dochodzie i cenach dóbr, tak krzywa obojętności łączy punkty odpowiadające koszykom dóbr o takiej samej użyteczności dla konsumenta. Ponieważ użyteczność koszyków na krzywej obojętności jest identyczna, to konsumentowi jest obojętne który nich będzie konsumował – przy każdym z nich poziom jego satysfakcji jest taki sam.

#### Krańcowa stopa substytucji
Jest miarą zrzeczenia się określonej ilości dobra A na rzecz dobra B, przy założeniu utrzymania stałego poziomu użyteczności.

##### Prawo malejącej krańcowej stopy substytucji
Mówi o tym, że wraz ze zwiększaniem konsumpcji dobra A, konsument jest skłonny rezygnować z coraz mniejszych ilości dobra B, celem powiększenia konsumpcji dobra A o kolejną jednostkę.